# 女性史月間
女性史月間（英語: Women's History Month）は、歴史上の出来事、あるいは現代社会の出来事に対して女性が行った貢献に焦点を当てると定められた月間のことであり、毎年行われる。アメリカ合衆国、イギリス、オーストラリアでは国際女性デーである3月8日にあわせて3月に実施されるが、カナダでは元老院の女性の参政権が認められたことを祝う記念日である10月18日のパーソンズ・デーにあわせて10月に行う。

## 来歴

### アメリカ合衆国

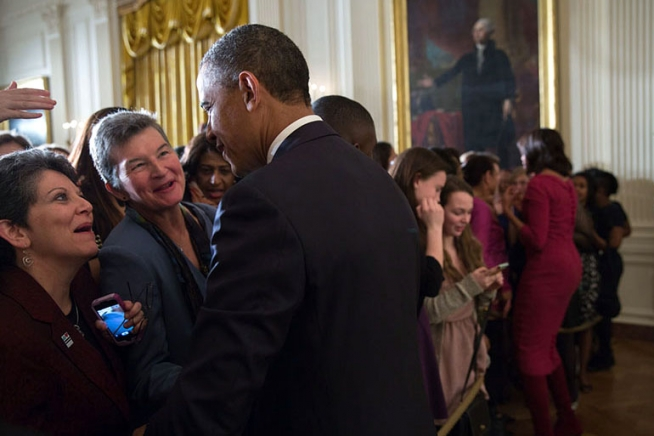
2013年3月18日にホワイトハウスのイーストルームで女性史月間のレセプションを行っているバラク・オバマ大統領。

#### 女性史週間
アメリカ合衆国においては、女性史月間の起源は1911年の最初の国際女性デーにまでさかのぼる。1978年にカリフォルニア州ソノマの学区が、国際女性デーである3月8日を中心にイベントを行う女性史週間を開催した。1979年に、歴史家のゲルダ・ラーナーが議長をつとめ、7月13日から7月29日まで、サラ・ローレンス大学で15日間の女性史に関する学会が開催された。これはサラ・ローレンス大学、ウィメンズ・アクション・アライアンス、スミソニアン研究所が共同開催したものである。この学会参加者はソノマ郡の女性史週間が成功したことを知り、自身の組織やコミュニティ、学区などで似たような記念イベントを催すことにした。全国女性史週間を実施するため尽力するということについても、合意が得られた。
1980年2月、ジミー・カーター大統領は1980年3月2日から8日までを全国女性史週間とするという大統領布告を出した。この宣言はゲルダ・ラーナーを引用し、スーザン・B・アンソニー、ソジャーナ・トゥルース、ハリエット・タブマンなどの業績を図書館や学校などでとりあげてほしいと希望するものだった。カーターは男女平等憲法修正条項にも言及したが、これは批准されていない条項で、カーターの任期より後にアメリカ合衆国憲法に追加された修正第27条とは異なるものである。
1981年、女性史週間が広く知られるようになったため、それに応えるべく、ユタ州選出共和党所属のアメリカ合衆国上院議員オリン・ハッチと、メリーランド州選出民主党所属のアメリカ合衆国下院バーバラ・ミクルスキが共同で、女性史週間を宣言する初めての両院決議を出した。議会はこの決議を公法97-28として通した。この法案は、大統領が1982年3月7日から始まる週を「女性史週間」として宣言する権限を認め、そうするよう求めるものだった。その後数年にわたり、議会は3月の週を女性史週間とする両院決議を出していった。アメリカ合衆国中の学校が地元で女性史週間を祝うようになり、さらに女性史月間も始まった。1986年までには、14州が3月を女性史月間とするようになっていた。

#### 女性史月間
1987年、全国女性史プロジェクトによる請願ののち、公法100-9が議会を通過した。これにより、1987年3月は女性史月間となった。1988年から1994年の間、議会は毎年大統領に3月を女性史月間とする権限を認め、そうするよう求めるさらなる決議を出した。1988年以降、アメリカ合衆国大統領は毎年3月を女性史月間とする宣言を出している。
州政府の教育部門においても、教室での両性の平等を推進すべく、女性史月間を祝うよう促す活動が行われるようになった。メリーランド州、ペンシルヴェニア州、アラスカ州、ニューヨーク州、オレゴン州などで、すべての公立学校向けにカリキュラムで使用する教材が作成・頒布され、このためエッセイコンテストのような教育イベントも行われるようになった。数年のうちに、多数の学校やコミュニティが女性史月間を祝うようになった。政府や地方自治体、学校、アメリカ議会などからの支援を受け、歴史と社会における女性の役割について考えられるようなプログラムが計画されるようになった。民主党全国委員会や共和党全国委員会のように、女性史月間を記念する宣言を出している組織もある。
2011年3月、バラク・オバマの大統領府が『アメリカの女性：社会的および経済的福祉指標』(Women in America: Indicators of Social and Economic Well-Being)という報告書を出した。2011年現在におけるアメリカ女性の地位と、今まで女性の地位がどのように変化してきたかを示すものであった。1963年にジョン・F・ケネディ政権下でエレノア・ローズヴェルトが中心になって女性の地位に関する報告書が出されたことがあるが、それ以降としてははじめての連邦政府による包括的な報告書であった。
全国女性史プロジェクトは、毎年テーマを決めて女性史月間を祝っている。

### カナダ
1992年、カナダにおいて女性史月間が宣言され、目的はカナダ人が、「年齢にかかわらず、女性がわれわれの社会や今日われわれの暮らしの質に対して及ぼしてきた重要な貢献について学べる機会」を持てるようにすることだとされた。10月が女性史月間に選ばれたが、これは10月18日はエドワーズ対カナダ裁判、通称パーソンズ裁判が結審した記念日として知られているからでる。この裁判においては、カナダ女性はカナダ元老院議員に任命される権利を持ち、政治的権力を有する地位に関して一般的にカナダ男性と同等の権利を持つということが確定した。

### オーストラリア
女性史月間が最初にオーストラリアで祝われたのは2000年である。全国女性メディアセンター主催者であったヘレン・レナードが女性選挙ロビーと協働してはじめた。女性史月間のイベントは、2014年までは毎年オーストラリア女性史フォーラムが中心となり、毎年テーマを決めて計画・実施していた。

### イギリス
イギリスにおける女性史月間は、2011年と2012年には公式サイトが設置されて実施されたが、その後公式サイトの更新は行われていない。メディアではその後もたびたび言及されることがある。

### 日本
日本では女性史月間のイベントはあまり行われていない。駐日アメリカ合衆国大使が、横田基地で女性史月間のイベントを開催したことがある。